# Furcsa amcsik
A Furcsa amcsik (eredeti címén Ugly Americans) egy amerikai animációs szitkom amit Devin Clark készített. Eddig két évad készült, az első 14, a második 17 részből áll. A sorozat 2010. március 17-én, míg Magyarországon 2010. október 5-én mutatta be a Comedy Central. A sorozatból két évad készült, 2013. május 29-én bejelentették hogy 2 évad után véget ér a sorozat.

## Történet
A sorozat középpontjában Mark Lilly áll, aki szociális munkás az Integrációs hivatalban, egy alternatív világban New Yorkban, ahol szörnyek és egyéb lények laknak.

## Szereplők

### Mark Lilly
Mark Lilly egy szociális munkás, a New York-i Integrációs hivatalban, és segít a furcsa lényeknek beilleszkedni. Egy lakásban lakik Randallal a zombival, valamint vonzódik Callie Maggotbone-hoz a fél-démonhoz.

### Randall Skeffington
Randall Mark szobatársa. Régen ember volt, de amikor részeg volt és a barátnője kijelentette hogy a zombikhoz vonzódik, zombivá változott.(Persze azóta már nem a zombikhoz vonzódik).

### Callie Maggotbone
Callie egy fél-démon, és Mark főnöke egyben barátnője is akivel se veled, se nélküled kapcsolatuk van.

### Leonard Powers
Leonard egy varázsló aki irodai munkát végez az Integrációs hivatalban.

### Twayne Boneraper
Twayne egy démon, középszintű irodai munkás, aki felügyeli a New York-i Integrációs hivatalt. Gyűlöli Markot és inkább égeti el a dokumentumait mint segítsen. Gyakran támaszkodik Callie-re.

### Francis "Frank" Grimes
Frank az Integrációs hivatal rendészeti osztályának vezető. Frank nem bírja a nem-embereket, hanem törvénytelenként tekint rájuk.

## Magyar változat
Magyar hangok
- Posta Victor – Mark Lilly
- Haagen Imre – Randall Skeffington
- Bolla Róbert – Francis Grimes
- Csuha Borbála – Grimes lánya
- Forgács Gábor – Leonard Powers
- Faragó András – Twayne Csonttörő
- Zakariás Éva – Callie Csontkukac
- Botár Endre – Aldermach Csontkukac
- Galbenisz Tomasz – Taxisofőr, Black apja
- Jantyik Csaba – Horvát férfi
- Kapácsy Miklós – Nagy Agy
- Oláh Orsolya – bírónő, Neil anyja, háziasszony
- Ősi Ildikó – Nicky
- Pupos Tímea – egyik rendőr, egyik démon, Krystal, Marla, Sarah
- Seder Gábor – Tim, varázslópálca-javító
- Vári Attila – Neil
- Szvetlov Balázs - Black
- Szalay Csongor - Dustin, beszélő növény
- Kassai Ilona - idős hölgy

További magyar hangok: Bartucz Attila